# 김진수 (봅슬레이 선수)
김진수(金眞洙, 1995년 7월 19일 ~ )는 대한민국의 봅슬레이 선수이다. 